# GTK
GTK ali Gimp Tool Kit je zbirka gradnikov za izdelavo grafičnih programov za X Window System (Linux, FreeBSD) ter Ms Windows, BeOS in še za več operacijskih sistemov. Knjižnica je spisana v jeziku C, vendar ima povezovalne knjižnice za jezike C++, Java, C#, Python, PHP, D. Knjižnica je zaščitena pod GNU LGPL licenco, kar razvijalcem omogoča izdelavo odprtokodnih kot komercialnih programov brez dodatnega nakupa licence.
GTK je odvisen od drugih knjižnic. Te so pa Atk (dostopnost), cairo (izris vektorske grafike), Glib (splošne večnamenske funkcije), Pango (izris mednarodnih besedil). Možno je graditi grafičen vmesnik z orodjem Glade, ki potem spremeni vmesnik v ustrezen XML zapis. Ta zapis se potem lahko uvozi v program. Čeprav GTK sam ne zna sestaviti okolje iz XML zapisa brez dodatne knjižnice, Ridley projekt načrtuje združitev te knjižnice z GTK.
Primer enostavnega GTK programa, napisanega v C-ju
```
 #include <gtk/gtk.h>
 int main(int argc, char **argv)
 {
     GtkWidget *okno;

     gtk_init(&argc, &argv);

     okno = gtk_window_new(GTK_WINDOW_TOPLEVEL);
     gtk_widget_show_all(okno);

     gtk_main();
     return 0;
 }
```

Program bi z ustreznimi orodji prevedli na naslednji način:
```
 $ gcc `pkg-config --libs --cflags gtk+-2.0` primer.c -o primer
```

Knjižnico GTK močno uporablja odprtokodno namizje GNOME, kot tudi XFce.